# Јаков Лудвиг Собјески
Јаков Лудвиг Собјески (пољ. Jakub Ludwik Henryk Sobieski; Париз, 2. новембар 1667 — Жолкјев, 19. децембар 1737)) је био син Јана III Собјеског.
Био је један од кандидата за владара Пољске 1697.
Јаков Лудвиг Собјески је имао ћерку Марију Клементину Собјески, која је била жена Џејмса Френсиса Едварда Стјуарта.